# Parafia Narodzenia Pańskiego w Częstochowie
Rzymskokatolicka Parafia pw. Narodzenia Pańskiego w Częstochowie – rzymskokatolicka parafia, położona w dekanacie Częstochowa – św. Zygmunta, archidiecezji częstochowskiej w Polsce, erygowana w 2000 r.

## Historia
Parafia została powołana w 2000 r. przez biskupa częstochowskiego Stanisława Nowaka dla upamiętnienia Wielkiego Jubileuszu Roku 2000. Założenie i organizacja parafii zostały powierzone ks. Marianowi Dudzie. W roku 2001 jego następcą został mianowany ks. Andrzej Karczewski, który powiększył kaplicę zaadaptowaną z lokalu mieszkalnego w jednym z budynków parafialnych. Jesienią 2011 r. rozpoczęto prace adaptacyjne budynków parafii zmierzające do powstania nowego kościoła parafialnego. W kościele znajdują się relikwie św. Faustyny Kowalskiej. W głównym ołtarzu znajduje się figurka Dzieciątka Jezus przywieziona z Betlejem.
Parafii podlega kaplica dworcowa pw. św. Katarzyny Aleksandryjskiej, św. Rafała Archanioła i św. Krzysztofa.

## Proboszczowie
- 2000 – 2001: ks. Marian Duda
- 2001 – 2010: ks. Andrzej Karczewski
- 2010 – 2019: ks. Tadeusz Zawierucha
- 2019 – 2021: ks. Mariusz Jędrzejczyk
- od 2021: ks. Tomasz Mucha